# 1962 w literaturze
Wydarzenia literackie w 1962 roku.

## Wydarzenia
- polskie
  - wydano pierwszy tom 13-tomowej Wielkiej Encyklopedii Powszechnej PWN
  - koniec okresu odwilży w literaturze

- zagraniczne
  - W Paryżu rozpoczęła się publikacja pierwszego przekładu Lalki w języku francuskim.

## Proza beletrystyczna i literatura faktu

### Język polski
- Zbigniew Herbert – Barbarzyńca w ogrodzie (Spółdzielnia Wydawnicza „Czytelnik”)[1]
- Ryszard Kapuściński – Busz po polsku (Spółdzielnia Wydawnicza „Czytelnik”)[2]
- Stanisław Lem – Wejście na orbitę (Wydawnictwo Literackie)[3]
- Józef Mackiewicz
  - Sprawa pułkownika Miasojedowa (B. Świderski)[4]
- Aleksander Minkowski – Urlop na Tahiti (Wydawnictwo Łódzkie)[5]
- Sławomir Mrożek – Deszcz (Wydawnictwo Literackie)[6]
- Teodor Parnicki – Tylko Beatrycze (Instytut Wydawniczy „Pax”)[7]

### Inne języki
- Kōbō Abe – Kobieta z wydm (Suna-no onna)
- James Baldwin
  - Inny kraj (Another Country)
  - Nikt nie zna mego imienia (Nobody Knows My Name: More Notes of a Native Son)
- Anthony Burgess – Mechaniczna pomarańcza (A Clockwork Orange)
- Agatha Christie – Zwierciadło pęka w odłamków stos (The Mirror Crack'd from Side to Side)
- Julio Cortázar – Opowieści o kronopiach i famach (Historias de cronopios y de famas)
- Carlos Fuentes
  - Aura
  - Śmierć Artemia Cruz (La muerte de Artemio Cruz)
- Heere Heeresma – Dzień na plaży
- P.D. James – Zakryjcie jej twarz (Cover her face)
- James Jones – Cienka czerwona linia (The Thin Red Line)
- Ken Kesey – Lot nad kukułczym gniazdem (One Flew Over the Cuckoo's Nest)
- Doris Lessing – Złoty notatnik (The Golden Notebook)
- Gabriel García Márquez – Pogrzeb Mama Grande (Los funerales de la Mamá Grande)
- Vladimir Nabokov – Blady ogień (Pale Fire)
- Aleksandr Sołżenicyn – Jeden dzień Iwana Denisowicza (Один день Ивана Денисовича)

## Dzienniki, autobiografie, pamiętniki
- polskie
- zagraniczne
- wydania polskie tytułów zagranicznych

## Nowe eseje, szkice i felietony
- polskie
- zagraniczne
- wydania polskie tytułów zagranicznych

## Nowe dramaty
- polskie
  - Stanisław Grochowiak – Partita na instrument drewniany
  - Sławomir Mrożek
    - Zabawa
    - Kynolog w rozterce

  - Tadeusz Różewicz – Grupa Laokoona
- zagraniczne
  - Edward Albee – Kto się boi Wirginii Woolf? (Who's Afraid of Virginia Woolf?)
  - Friedrich Dürrenmatt – Fizycy (Die Physiker)
- wydania polskie tytułów zagranicznych

## Nowe poezje
- polskie
  - Tymoteusz Karpowicz – W imię znaczenia
  - Tadeusz Różewicz – Nic w płaszczu Prospera
- zagraniczne
  - Vicente Aleixandre – W rozległej krainie (En un vasto dominio)
  - Jan Skácel – Godzina między psem a wilkiem (Hodina mezi psem a vlkem)
  - William Carlos Williams – Obrazy z Breughla i inne wiersze (Pictures from Breughel and Other Poems)
  - Vernon Watkins – Affinities[8]

- zagraniczne antologie
- wydane w Polsce wybory utworów poetów obcych
- wydane w Polsce antologie poezji obcej

## Nowe prace naukowe, biografie i kalendaria
- polskie
  - Michał Głowiński – Poetyka Tuwima a polska tradycja literacka

- zagraniczne
  - Umberto Eco – Dzieło otwarte (Opera aperta)
  - Claude Lévi-Strauss
    - Myśl nieoswojona (La pensée sauvage)
- wydania polskie tytułów zagranicznych

## Urodzili się
- 1 stycznia – Mo Hayder, brytyjska pisarka (zm. 2021)
- 3 stycznia – Krzysztof A. Zajas, polski pisarz, tłumacz, literaturoznawca
- 4 stycznia – Harlan Coben, amerykański pisarz
- 12 stycznia – Hanne Kristin Rohde, norweska pisarka kryminalna
- 14 stycznia – Andreas Steinhöfel, niemiecki autor książek dla dzieci i młodzieży
- 23 stycznia
  - Elvira Lindo, hiszpańska pisarka i dziennikarka
  - Svein Nyhus, norweski ilustrator i autor książek dla dzieci
- 29 stycznia
  - Matthew Stover, amerykański pisarz
  - Olga Tokarczuk, polska pisarka, eseistka, autorka scenariuszy, poetka
- 2 lipca – Piotr Śliwiński, polski literaturoznawca i krytyk literacki
- 8 lutego – Malorie Blackman, brytyjska pisarka
- 12 lutego – Katherine Roberts, brytyjska pisarka
- 21 lutego
  - Chuck Palahniuk, amerykański powieściopisarz
  - David Foster Wallace, amerykański pisarz (zm. 2008)
- 25 lutego – John Lanchester, brytyjski pisarz i dziennikarz
- 26 lutego – Atiq Rahimi, afgański pisarz
- 28 lutego – Zbigniew Dmitroca, polski poeta, bajkopisarz i tłumacz
- 7 marca – Anna Burns, północnoirlandzka pisarka
- 8 marca – Sławamir Adamowicz, białoruski poeta i tłumacz literatury norweskiej
- 13 marca – Rita Petro, albańska poetka
- 18 marca – Edward Przebieracz, polski poeta
- 21 marca – Andrea Maria Schenkel, niemiecka pisarka
- 22 marca – Steve Dillon, brytyjski rysownik komiksowy (zm. 2016)
- 27 marca
  - Kevin J. Anderson, amerykański pisarz science fiction
  - John O’Farrell, brytyjski pisarz
- 30 marca – Yōko Ogawa, japońska pisarka
- 31 marca – Michal Viewegh, czeski pisarz
- 1 kwietnia – Beatrice Masini, włoska pisarka dla dzieci i tłumaczka
- 5 kwietnia – Sara Danius, szwedzka literaturoznawczyni (zm. 2019)
- 6 kwietnia
  - Javier Cercas, hiszpański pisarz i literaturoznawca
  - Magna Kruger, południowoafrykańska pisarka fantasy
- 27 kwietnia – Rachel Caine, amerykańska pisarka (zm. 2020)
- 5 maja – Nicolas Vanier, francuski pisarz, podróżnik oraz reżyser
- 14 maja – Jerzy Sosnowski, polski pisarz, historyk literatury polskiej, krytyk literacki
- 15 maja – Gro Dahle, norweska pisarka
- 16 maja – Susanna Alakoski, szwedzka pisarka
- 17 maja – Craig Ferguson, szkocko-amerykański aktor, pisarz
- 30 maja – Zbigniew Chojnowski, polski poeta, prozaik, historyk literatury
- 1 czerwca – Anna Czabanowska-Wróbel, polska historyk literatury
- 5 czerwca – Jacek Inglot, polski pisarz fantastyki
- 9 czerwca – Paul Beatty, amerykański pisarz
- 13 czerwca – Cathy Cassidy, brytyjska autorka książek dla dzieci i młodzieży
- 6 lipca – Peter Hedges, amerykański pisarz, scenarzysta i reżyser
- 21 lipca – Cuca Canals, hiszpańska pisarka i scenarzystka
- 26 lipca – Robert J. Szmidt, polski pisarz i tłumacz
- 29 lipca – Guillermo Martínez, argentyński pisarz i matematyk
- 4 sierpnia – Jáchym Topol, czeski prozaik, poeta i dramaturg
- 10 sierpnia – Suzanne Collins, amerykańska pisarka
- 16 sierpnia
  - Jurij Izdryk, ukraiński pisarz, poeta, eseista i tłumacz
  - Aurora Luque, hiszpańska poetka, tłumaczka, publicystka
- 17 sierpnia – Oktawian Marek Bulanowski, polski poeta, teoretyk literatury, tłumacz
- 18 sierpnia – Arno Strobel, niemiecki pisarz
- 22 sierpnia
  - Alina Lassota, polska poetka i działaczka kulturalna
  - Mårten Sandén, szwedzki autor książek dla dzieci
- 24 sierpnia – Ali Smith, szkocka pisarka, dramatopisarka, dziennikarka
- 25 sierpnia – Taslima Nasrin, bengalska pisarka, lekarka, feministka
- 27 sierpnia – Sjón, islandzki poeta i prozaik
- 4 września – David Lagercrantz, szwedzki pisarz
- 6 września – Jennifer Egan, amerykańska pisarka
- 9 września – Liza Marklund, szwedzka dziennikarka i autorka powieści kryminalnych
- 14 września – Krzysztof Zajdel, polski poeta
- 15 września
  - Elwira Buszewicz, polska historyk literatury
  - Jane Lindskold, amerykańska pisarka
- 22 września – Ellen Mattson, szwedzka pisarka
- 28 września
  - Mark Haddon, brytyjski pisarz i ilustrator
  - Jacek Rębacz, polski pisarz
- 1 października – Arkadiusz Niemirski, polski powieściopisarz, satyryk i dziennikarz
- 9 października – Durs Grünbein, niemiecki poeta, eseista i tłumacz
- 11 października – Anne Enright, irlandzka pisarka
- 17 października – László Darvasi, węgierski pisarz i dziennikarz
- 19 października – Tracy Chevalier, amerykańska pisarka
- 31 października – Mari Jungstedt, szwedzka autorka powieści kryminalnych
- 4 listopada
  - Janusz Koryl, polski prozaik i poeta
  - Rick Yancey, amerykański pisarz
- 6 listopada – Przemysław Czapliński, polski krytyk literacki, profesor literatury współczesnej
- 8 listopada – Arūnas Spraunius, litewski poeta, prozaik, eseista i dziennikarz
- 12 listopada
  - Neal Shusterman, amerykański pisarz
  - Eugeniusz Tkaczyszyn-Dycki, polski poeta
- 13 listopada – Arkadiusz Bagłajewski, polski krytyk i historyk literatury
- 16 listopada – Darwyn Cooke, amerykański pisarz, rysownik komiksów (zm. 2016)
- 22 listopada – Wiktor Pielewin, rosyjski pisarz
- 29 listopada – Jolanta Ludwikowska, polska ilustratorka
- 6 grudnia – Carin Gerhardsen, szwedzka pisarka
- 10 grudnia – Micho Mosuliszwili, gruziński pisarz, dramaturg, tłumacz i scenarzysta
- 15 grudnia – Ingo Schulze, niemiecki pisarz

Data dzienna nieznana:
- Waldemar Bawołek, polski prozaik
- Nenad Veličković, bośniacki pisarz

## Zmarli
- 17 stycznia – Gerrit Achterberg, holenderski poeta (ur. 1905)
- 20 stycznia – Robinson Jeffers, amerykański poeta (ur. 1887)
- 24 stycznia – Ahmet Hamdi Tanpınar, turecki pisarz (ur. 1901)
- 30 stycznia – Abdusalom Dehoti, tadżycki pisarz i krytyk literacki (ur. 1911)
- 7 lutego – Jakub Zonszajn, polski poeta, prozaik, eseista i dramaturg żydowskiego pochodzenia (ur. 1914)
- 10 lutego – Władysław Broniewski, polski poeta (ur. 1897)
- 3 marca – Pierre Benoit, francuski pisarz (ur. 1886)
- 15 marca – Mouloud Feraoun, francuskojęzyczny pisarz algierski (ur. 1913)
- 18 marca – George Sylvester Viereck, niemiecki poeta (ur. 1884)
- 1 kwietnia – Michel de Ghelderode, belgijski dramaturg, pisarz i poeta awangardowy (ur. 1898)
- 16 kwietnia – Halina Maria Dąbrowolska, polska pisarka (ur. 1902)
- 24 kwietnia – Emilio Prados, hiszpański poeta (ur. 1899)
- 28 maja – Kazimiera Alberti, polska poetka, powieściopisarka, działaczka kulturalna (ur. 1898)
- 2 czerwca – Vita Sackville-West, angielska poetka, pisarka, ogrodniczka (ur. 1892)
- 1 lipca – Alan L. Hart, amerykański lekarz i powieściopisarz (ur. 1890)
- 6 lipca – William Faulkner, amerykański powieściopisarz i nowelista, laureat Nagrody Nobla (ur. 1897)
- 8 lipca – Georges Bataille, francuski pisarz i filozof (ur. 1897)
- 27 lipca – Richard Aldington, angielski powieściopisarz, poeta i krytyk literacki, twórca imagizmu (ur. 1892)
- 1 sierpnia – Leon Kruczkowski, polski dramaturg, powieściopisarz (ur. 1900)
- 8 sierpnia – Hermann Hesse, niemiecki prozaik, poeta i eseista (ur. 1877)
- 3 września – E.E. Cummings, amerykański poeta, dramaturg i malarz (ur. 1894)
- 7 września – Karen Blixen, duńska pisarka (ur. 1885)
- 22 września – Emmanuił Kazakiewicz, rosyjski pisarz (ur. 1913)
- 23 września – Patrick Hamilton, angielski pisarz i dramatopisarz (ur. 1904)
- 14 listopada – Jozef Branecký, słowacki powieściopisarz, dramaturg i teolog (ur. 1882)
- 3 grudnia – Mary Gilmore, australijska poetka (ur. 1865)
- 16 grudnia – Tadeusz Bocheński, polski poeta, filozof i eseista (ur. 1895)

## Nagrody
- Nagroda Bialika – Baruch Kurzweil
- Nagroda Kościelskich – Andrzej Brycht, Andrzej Busza, Sławomir Mrożek, Jan Rostworowski
- Nagroda Nobla – John Steinbeck
- Premio Nadal – José María Mendiola za Muerte por fusilamiento